# Ahhiyawa

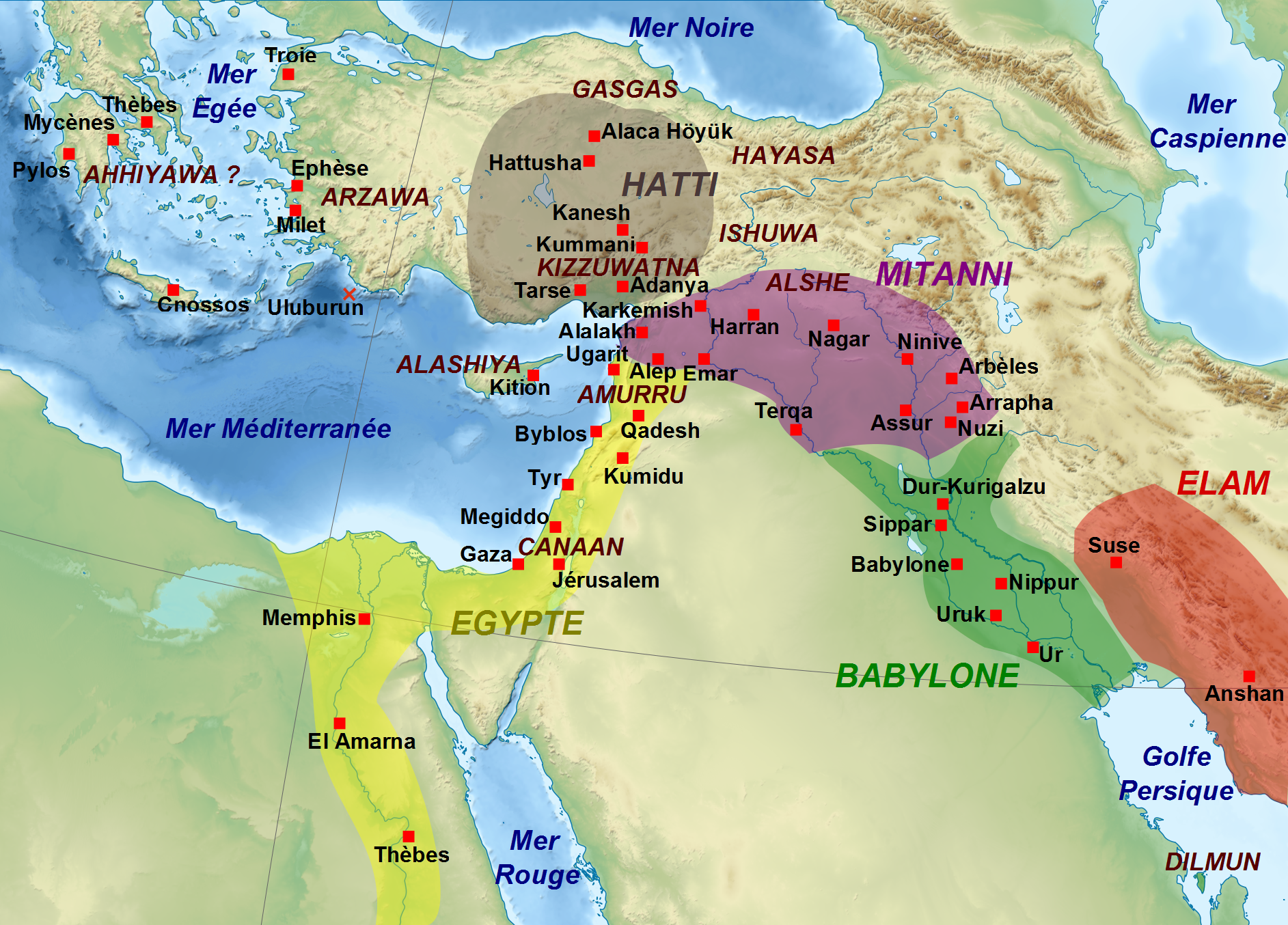
Carte de l’Asie Mineure à l’époque amarnienne, avec la localisation supposée des Ahhiyawa.

 (juin 2013).
L'Ahhiyawa (forme ancienne Ahhiya) est un royaume qui apparaît avant tout dans les archives du royaume hittite dans la seconde moitié du IIe millénaire av. J.-C. Le débat autour de sa localisation, dû au fait que l'on a pu y voir une mention des Achéens, est encore loin d'être clos, d'autant que dans les écrits qui nous sont parvenus de l'Antiquité les homonymies étaient fréquentes, un même nom ayant pu désigner plusieurs peuples et contrées distinctes, par effet d'homonymie, à travers des approximations et des difficultés de transcriptions des prononciations ou des écritures en passant d'une langue à l'autre.

## Ahhiyawa = Achéens?
Dès la traduction dans un texte hittite du mot Ahhiyawa, désignant un royaume situé vers l’Anatolie occidentale ou même longeant la mer Égée, de nombreux spécialistes des civilisations anatoliennes ont rapproché ce mot de ceux d’Achaiwia et d’Achaia, désignant en grec les Achéens, le peuple de la Grèce du IIe millénaire av. J.-C. Cette découverte a ainsi été vue comme la preuve de l’existence des royaumes mycéniens mentionnés dans les textes d’Homère, ou d'un seul royaume. L’hypothèse Ahhiyawa = Achéens a cependant vite été contestée. Certains plaçaient plutôt ce royaume en Thrace, d'autres à Rhodes ou à Chypre, mais le plus souvent en Asie Mineure du sud-ouest. Selon ces contestations, rien dans l’archéologie ne démontrait des contacts entre la civilisation mycénienne et celle des Hittites, ni que les Mycéniens aient constitué en Grèce continentale des États suffisamment puissants pour étendre leur influence jusqu’en Anatolie. Ceux qui voyaient dans les Ahhiyawa les Achéens, n'étaient eux-mêmes pas tous d’accord entre eux sur la localisation de ce royaume : en Asie Mineure, ou en Grèce continentale. Un argument en faveur de l’identité Ahhiyawa = Achéens réside dans le fait que l’on a trouvé dans les textes hittites une ville ou région nommée Millawanda, qui serait très proche politiquement des Ahhiyawa. Il est courant de l'identifier avec Milet (Miletos ; ou sa région, Milesia), dont les fouilles archéologiques ont révélé des liens très marqués avec la civilisation mycénienne. Le débat reste ouvert : un certain nombre des spécialistes des Mycéniens contestent toujours le fait que les Ahhiyawa soient bien les Achéens, alors qu’à l’opposé une part notable des spécialistes de l’Anatolie hittite le croient. Si les Ahhiyawa ne sont pas les Achéens, cela implique l’existence dans la région égéenne et dans le sud-ouest de l’Anatolie de deux peuples portant des noms relativement similaires, mais qui seraient cependant bien différents, et sans qu'ils soient très clairement contemporains : l’un attesté uniquement par la tradition homérique, et l’autre attesté uniquement par les textes hittites, sans que l'archéologie ne nous permette encore de trancher ce débat.

## Les Ahhiyawa dans les textes hittites
La première mention de ce pays remonte au règne du roi hittite Tudhaliya Ier (c. 1465-1430 av. J.-C.). Un personnage nommé Attarsiya est appelé « l'homme d'Ahhiya » (sans doute un roi ou un personnage important). Il affronte le vassal hittite Madduwatta, avant de finalement s'allier avec lui, sans doute contre les Hittites. Quelques décennies plus tard, vers 1322 av. J.-C., c'est Mursili II (c. 1340-1310 av. J.-C.) qui a maille à partir avec un « roi d'Ahhiyawa » qui s'allie à l'Arzawa et à Millawanda contre lui. La coalition est défaite, mais le pays d'Ahhiyawa n'est pas mentionné dans les territoires soumis, contrairement à ses deux alliés. Au contraire, c'est le roi d'Arzawa Uhha-Ziti qui se réfugie chez le roi des Ahhiyawa, avant que celui-ci ne l'extrade chez les Hittites, sous la pression de Mursili. Il semble donc que ce royaume soit hors de portée des Hittites, ce qui constitue un argument important pour le situer dans la mer Égée, ou bien en Grèce continentale. Muwatalli, le fils de Mursili II, a quant à lui affaire à Piyamaradu, un noble hittite renégat, qui sème le trouble en Anatolie occidentale et s'allie au roi des Ahhiyawa. Mais les deux royaumes ne sont pas pour autant en conflit, et leurs relations restent cordiales.
Le royaume d'Ahhiyawa paraît connaître son apogée durant le règne du frère de Muwatalli, Hattushili III (c. 1265-1250 av. J.-C.). On possède une copie d'une lettre adressée par ce roi au roi d'Ahhiyawa, dans lequel il parle à son homologue en tant que « frère », signe qu'il le considère comme son égal, au même titre que les rois d'Égypte, d'Assyrie ou de Babylone. Mais cela n'est sans doute dû qu'aux circonstances, Hattushili cherchant à ménager son homologue, dont le frère, nommé Tawagalawa, aide Piyamaradu à semer le trouble chez les vassaux hittites de l'Anatolie occidentale. Cela peut être une manœuvre remontant jusqu'au roi d'Ahhiyawa, désireux d'affaiblir le roi hittite, alors qu'il étend son influence jusqu'à Millawanda, ancien vassal du Hatti, qui passe pour être son allié. Tudhaliya IV (c.1250-1210 av. J.-C.) réussit néanmoins à bousculer l'Ahhiyawa, et il retourne le roi de Millawanda de son côté. Dans un traité contemporain, le nom du roi des Ahhiyawa, mentionné dans un premier temps comme l'égal du roi hittite, est effacé comme si on cherchait à le déclasser. Ceci traduirait une perte d'influence de sa part, et donc un affaiblissement de son royaume.
Après cette dernière intrusion des Ahhiyawa dans les affaires hittites, plus rien dans les sources de ce pays ne mentionne ce peuple et son royaume, les royaumes hittites s'effondrant quelques années plus tard. À l'extérieur, on trouve un toponyme sensiblement similaire, Akaiwaya, dans les archives en linéaire B retrouvées à Cnossos en Crète. Les textes du pharaon Mérenptah parlant des Peuples de la mer mentionnent des Eqwesh, souvent identifiés comme les Achéens (Akaiwasha), ce qui montrerait que ce peuple soit encore actif à cette époque. Mais l'identification des Eqwesh avec les Achéens n'est elle-même pas assurée.

## Les Ahhiyawa après les Hittites
La Bilingue royale louvito-phénicienne de Çineköy atteste la survivance de ce peuple jusqu'au VIIIe siècle av. J.-C., il est identifié aux villes de Mopsueste et d'Adana, au personnage de la mythologie grecque Mopsos et au royaume de Qué,. À cette époque son roi Awarikas (nommé Urikki en phénicien) est menacé par le roi de Phrygie Midas et doit faire appel aux Assyriens, reconnaissant dès lors leur suzeraineté.